# 메이즈 러너
《메이즈 러너》(The Maze Runner)는 제임스 대시너의 소설이다. 총 5권인 메이즈 러너 시리즈의 시작을 알리는 작품으로 《스코치 트라이얼》, 《데스 큐어》로 이어진다. 프리퀄로 나온 0권 《킬 오더》는 플레어 바이러스가 어떻게 시작되었는지를 알리고, 0.5권 《피버 코드》는 토마스가 미로에 들어가기 전의 이야기를 다룬다.
딜런 오브라이언이 주연을 맡은 동명의 영화가 2014년에 개봉된 바 있으며, 뒤이어 후속작들이 메이즈 러너: 스코치 트라이얼, 메이즈 러너: 데스 큐어라는 제목으로 각각 2015년, 2018년에 개봉했다.

## 영화
- 메이즈 러너 (영화 시리즈)

1. 메이즈 러너 (영화)
2. 메이즈 러너: 스코치 트라이얼
3. 메이즈 러너: 데스 큐어

1. ↑  번역본